# Lambermontlaan

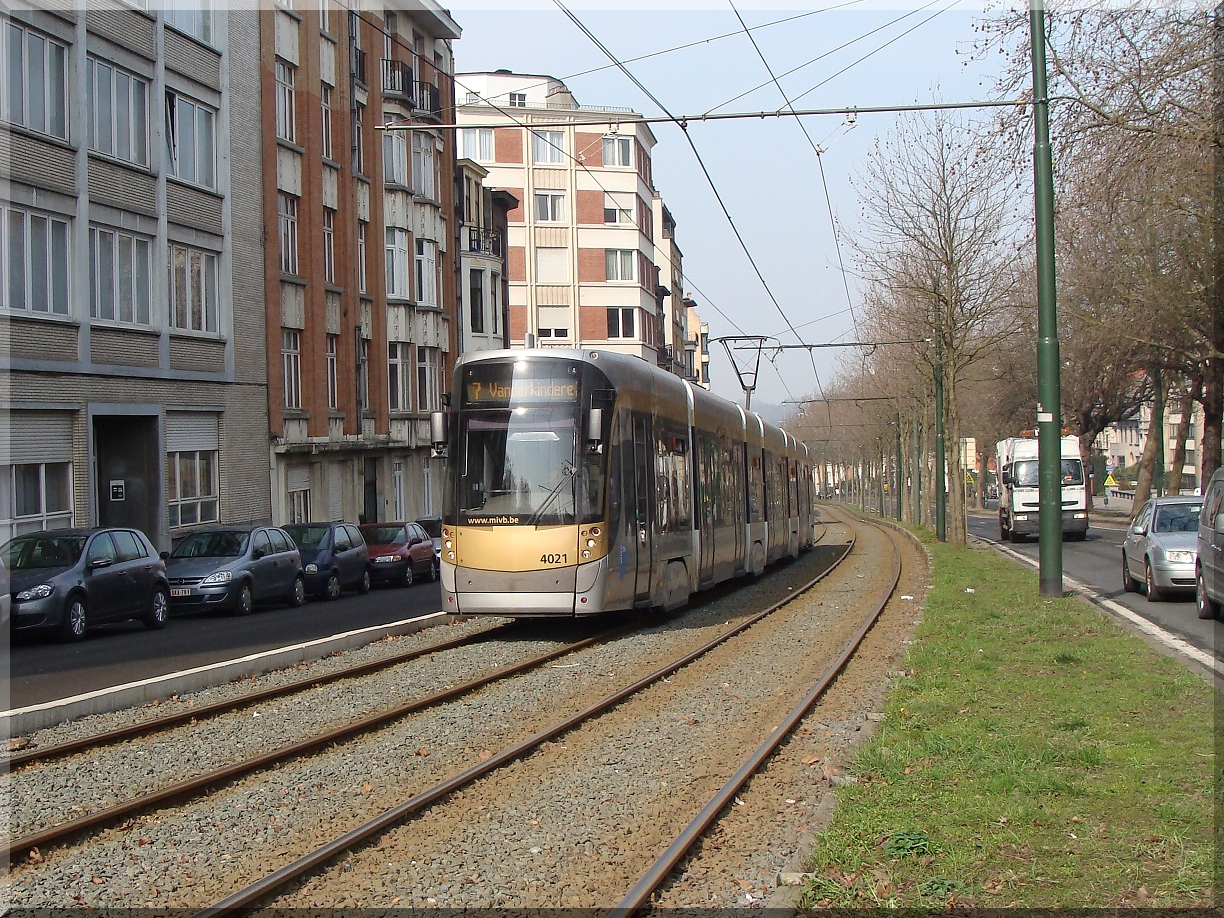
Tram 7 op de Lambermontlaan

De Lambermontlaan (Frans: Boulevard Lambermont) is een laan in het Brussels Hoofdstedelijk Gewest, die samen met de Generaal Wahislaan en de Auguste Reyerslaan het Schaarbeekse stuk van de Brusselse Middenring (R21) vormt.
Het noordelijke eind van de Lambermontlaan is via de Van Praetbrug verbonden met de Vilvoordesteenweg, die op het grondgebied van Laken langs het Kanaal van Willebroek loopt. Net iets zuidwaarts ligt de Teichmannbrug over de sporen bij het station van Schaarbeek. Daar begint de eigenlijke Lambermontlaan, die zuidwaarts over de bruggen over de Helmetsesteenweg en de Haachtsesteenweg en langs het Josaphatpark loopt tot aan het het kruispunt met de Chazallaan. Daarna gaat de boulevard over in de Generaal Wahislaan, die aan het Meiserplein op zijn beurt overgaat in de Reyerslaan. Op de Vergotesquare verandert de Middenring weer van naam, en gaat Sint-Lambrechts-Woluwe in als de Brand Whitlocklaan.
De laan werd aangelegd in het begin van de 20e eeuw en werd vernoemd naar Auguste Lambermont, een 19e-eeuws Belgisch staatsman.